# Brookside (Ohio)
Pour les articles homonymes, voir Brookside.
Brookside est un village américain situé dans le comté de Belmont, dans l'Ohio. Selon le recensement de 2010, sa population est de 632 habitants.